# Hammer of the Gods
A Hammer of the Gods az Odaát című televíziós sorozat ötödik évadának tizenkilencedik epizódja.

## Cselekmény
Hurrikán és hatalmas esőzések sújtják Indianát, amikor a Winchester fiúk egy útlezárás folytán, egy mellékúton betérnek egy luxusszállodába. Miután kivettek egy szobát, azon kezdenek morfondírozni, az eső és a hurrikán vajon a Bibliabéli özönvízzel azonos-e, majd elfoglalják szállásukat. Amint Sam gyanakodni kezd, mit keres egy elhagyatott úton egy ilyen hotel, a szoba fala megrázkódik, és a szomszédban szerelmeskedő nászutaspár hirtelen elhallgat. A fiúk átsietnek, ott már csak egy jegygyűrűt találnak. A recepciós szerint kijelentkeztek, ám a tesók nem elégszenek meg ennyivel; kutakodni kezdenek. Sam követi a recepcióst, aki az egyik folyosón nyomtalanul eltűnik, majd szúrást érez a nyakán, mely vérezni kezd – mintha vért vettek volna tőle. Dean ez idő alatt EMF-mérővel szaglászik körül, és a fürdőnél mintha egy elefántot pillantana meg, ám mikor ismét odanéz, annak helyén egy fekete, kövér fickó törölközik. Visszatérve a hallba, senkit nem találnak ott, és a kijárat is zárva. Bemennek a konyhára, ahol emberekből készített ételeket találnak, a raktárban pedig vendégek vannak bezárva, merev acélajtó mögött. Két nagydarab férfi tűnik fel, és egyfajta konferenciaterembe rángatják a Winchestereket.
Itt derül ki, hogy a háttérben a vallások különféle istenei állnak: a hindu Kali és Ganesh -utóbbit látta Dean elefánt alakban-, a skandináv Odin, a kínai Zao Shen, a görög Mercury, és a sima Baldur és Baron Samedi. Az istenek tanakodni kezdenek, mit tegyenek most, hogy a Lucifer-féle Apokalipszis kulcsfigurái a kezeik közt vannak, időközben Odin és Zao Shen közt nézeteltérések alakulnak ki, mit is jelent a vég. A tanácskozás alatt megjelenik az ajtóban Gábriel, Deanék "régi jó cimborája", és csatlakozik a társasághoz. Mint a beszélgetésből kiderül, az istenek eléggé rühellik az angyalokat, és Gábrielt is istenként ismerik, méghozzá Loki néven. Mivel Gábriel szerint ehhez nincs közük, egy csettintéssel egy szobába varázsolja a testvéreket, ahol aztán később meg is látogatja őket. Közli, hogy nem tudja kiszöktetni őket, ugyanis Kali foglyai, vér-varázslat alatt állnak, mire azok megfenyegetik, felfedik kilétét az istenek előtt. A Trükkös végül belemegy, hogy ellopja Kalitól a Winchesterek vérét tartalmazó üvegcséket, így meglátogatja egykori szerelmét, és megpróbálja csábításával megfújni azokat. Mialatt Kali rájön az angyal tervére, és elfogja, Dean és Sam a konyhára mennek, hogy kiengedjék az elfogott vendégeket -akik közül egyet néhány perccel korábban a szemük láttára faltak fel az istenek-, ám rájuk tör Zao Shen, ezért Dean örökzöld karóval ledöfi. A mentőakció nem sikerül, visszakerülnek a konferenciaasztalhoz, ahol Kali úgy dönt, az őket jobb belátásra bírni akaró Gábrielt megöli, ezért elveszi annak Arkangyal Pengéjét, és leszúrja vele. Egy villanás erejével az angyal meghal. Dean ezt követően feláll, és meggyőzi fogvatartóit, hogy együttes erővel próbálják meg megölni Lucifert, illetve engedjék el a túszokat. Az istenek beleegyeznek, mialatt kizavarják a vendégeket, az odakinn parkoló Impalában Gábriel sziszeg oda Deannek -aki valójában hamis tőrt adott Kalinak-, és közli, ha Lucifer megjelenik, mindenkivel végezni fog, ezért minél előbb el akar tűnni innen, Dean azonban gyávának nevezi, és visszatér a hotelbe.
Az istenek letisztítják Sam bordáiról az angyalok elleni láthatatlanságot biztosító Enókiai jeleket, majd nem sokkal ezt követően, ahogy várták, megjelenik Lucifer. A Sátán azonban azonnal nekitámad az isteneknek, és Kali kivételével mindegyiket megöli, majd szembekerül Deanékkel. Mikor összecsapnának, ismét betoppan Gábriel, átad egy lemezt a fivéreknek, majd feltartja Lucifert, amíg azok Kalival együtt elmenekülnek. Gábriel a szemére hányja ellenfelének, csupán azért történik mindez, mert Lucifer féltékeny volt, amiért atyjuk többet kezdett törődni az emberekkel, mire az megkéri az angyalt, ne támadjon rá, nem akarja megölni. Ellenben Gábriel megpróbálja leszúrni pengéjével, erre pedig a Sátán karja lecsap, és átdöfi vele testvérét. Ismét fényrobbanás történik, ezúttal azonban a Trükkös halála valódi.
Dean és Sam másnap egy út mellett tekintik meg laptopjukkal a barátjuktól kapott lemezt, melyen ő szerepel, méghozzá magyarnak öltözve egy pornófilmben. Mosolyogva meséli el nézőinek, hogy immár halott, és van rá mód, hogy Lucifert visszazárják a Pokolba, ketrecéhez azonban meg kell szerezniük az Apokalipszis lovasainak mind a négy gyűrűjét. Ebből kettő ugyan már megvan; Háborúé és Éhínségé, Halálé és Pestisé viszont még szükséges. Mialatt a fiúk a hancúrkodós résznél leállítják a felvételt, másutt Pestis tragacsával úton van, hogy fertőzést és pusztulást hozzon a világra...

## Természetfeletti lények

### Angyal
Az angyalok Isten katonái, aki időtlen idők óta védelmezik az emberiséget. Eme teremtményeknek hatalmas szárnyaik vannak, emberekkel azonban csak emberi testen keresztül képesek kapcsolatba lépni, ugyanis puszta látványuk nemcsak az emberek, de még a természetfeletti lények szemét is kiégetik, hangjuk pedig fülsiketítő. Isteni képességük folytán halhatatlanok.

### Istenek
Az istenek a világ teremtői, sok vallásban fordulnak elő. Halhatatlanok, megölni őket örökzöld karóval lehet.

## Időpontok és helyszínek
- 2010. tavasza – Muncie, Indiana

## Zenék
- The Bachelors – You Know You Know

## Külső hivatkozások
- Supernatural-Hammer of the Gods az Internet Movie Database oldalon (angolul)